# Rita Guedes
Rita de Cássia de Sousa Guedes (Catanduva, 2 de enero de 1972) es una actriz brasileña.

## Biografía
A los 14 años Rita se unió al grupo teatral Roda Viva, que desarrolla y presenta sus obras en el Teatro Municipal de Catanduva, bajo la dirección de Tabajara Fields. Tres años más tarde se trasladó a Campinas, cerca de São Paulo, donde se unió a la compañía de teatrp Mambembe: the Santa Sia. A los 19 años se mudó a São Paulo.
Con su actuación en la telenovela Despedida de soltero su carrera despegó, tanto en televisión como en teatro. Rita Guedes ha participado en más de diez novelas, tres largometrajes, siete cortometrajes y en una gran cantidad de obras de teatro.

## Filmografía
| Año  | Título                   | Rol                         | Notas                                               |
| ---- | ------------------------ | --------------------------- | --------------------------------------------------- |
| 1992 | Despedida de soltero     | Bianca Salgado Souza Bastos |                                                     |
| 1993 | Olho no Olho             | Pinky                       |                                                     |
| 1994 | Você Decide              |                             | Episodio: "A Vida Não Acabou"                       |
| 1994 | Você Decide              | Myriam                      | Episodio: "Possessão"                               |
| 1994 | Você Decide              | Episodio: "O Preço do Amor" |                                                     |
| 1995 | Irmãos Coragem           | Paula                       |                                                     |
| 1995 | Você Decide              |                             | Episodio: "Jóia Rara"                               |
| 1996 | Quem É Você?             | Irina                       |                                                     |
| 1996 | Você Decide              |                             | Episodio: "Não Se Esqueça de Mim"                   |
| 1997 | A Justiceira             |                             | Episodio: "O Navio Luminoso"                        |
| 1997 | Você Decide              | Norma                       | Episodio: "Norma"                                   |
| 1997 | Você Decide              | Episodio: "Francis"         |                                                     |
| 1997 | Malhação                 | Luana                       | Temporada 3                                         |
| 1998 | Você Decide              |                             | Episodio: "Ato Covarde"                             |
| 1998 | Você Decide              | Maura                       | Episodio: "O Escândalo"                             |
| 1999 | Você Decide              |                             | Episodio: "O Feitiço da Lua da Arábia"              |
| 1999 | Andando nas Nuvens       | Vanessa Uau                 |                                                     |
| 1999 | Você Decide              |                             | Episodio: "Bruxaria"                                |
| 2000 | Você Decide              |                             | Episodio: "Uma Lição das Arábias"                   |
| 2000 | Uga-Uga                  | Stella                      |                                                     |
| 2001 | Bambuluá                 | Paula                       |                                                     |
| 2001 | Malhação                 | Flávia                      |                                                     |
| 2002 | Desejos de Mulher        | Kênia                       |                                                     |
| 2002 | Brava Gente              |                             | Episodio: "A Cidade que o Diabo Esqueceu"           |
| 2002 | Brava Gente              | Matilde                     | Episodio: "Entre o Céu e a Terra"                   |
| 2003 | Brava Gente              | Zuline                      | Episodio: "O Dia do Amor"                           |
| 2004 | Da Cor do Pecado         | Mariana                     |                                                     |
| 2004 | Sítio do Picapau Amarelo | Amorzinho                   | Episodio: "A Menina da Selva"                       |
| 2005 | Alma Gêmea               | Kátia (Anja)                |                                                     |
| 2006 | Camilo em Sarilhos       | Carminho                    | Episodio: "O Ponto"                                 |
| 2006 | Sob Nova Direção         | Daniele                     | Episodio: "Madrinha Só Tem Uma"                     |
| 2006 | Carga Pesada             | Marcinha                    | Episodio: "Triângulo das Bermudas"                  |
| 2006 | Cobras & Lagartos        | Cacá                        |                                                     |
| 2006 | Papai Noel Existe        | Sônia                       |                                                     |
| 2007 | Eterna Magia             | Matilde Sotero O'Neill      |                                                     |
| 2007 | Faça Sua História        | Ivonete                     | Episodio: "Piloto"                                  |
| 2008 | Casos e Acasos           | Carol                       | Episodio: "A Nova Namorada, o Chefe e o Dia Fértil" |
| 2008 | Toma Lá, Dá Cá           | Vanessa                     | Episodio: "O Pecado Malha ao Lado"                  |
| 2008 | Casos e Acasos           | Ivete                       | Episodio: "A Volta, a Cena e as Férias"             |
| 2009 | Caminho das Índias       | Delegate Inocência          | Episodio: "April 7, 2009"                           |
| 2010 | Malhação                 | Marlene                     |                                                     |
| 2012 | As Brasileiras           | Astrid Meireles             | Episodio: "A De Menor do Amazonas"                  |
| 2012 | Avenida Brasil           | Nicole                      |                                                     |
| 2013 | Flor do Caribe           | Doralice                    | [ 2 ]                                               |
| 2014 | Questão de Família       | Neusa                       | Episodio: "Não Tão Simples: Parte 1"                |
| 2017 | 1 Contra Todos           | Telma Dirceu                |                                                     |